# Rešice (zámek)
Rešice jsou původně renesanční zámek ve stejnojmenné obci v okrese Znojmo. Od roku 1985 je chráněn jako kulturní památka.

## Historie
Vzhledem k existenci přídomku „z Rešice“ používaného majiteli vsi ve 14. a 15. století je možné, že předchůdcem zámku bývala tvrz, která však není doložena historickými prameny.
Nevelký zámek byl postaven v osmdesátých letech 16. století Jiřím Jankovským z Vlašimi v renesančním slohu. Po bitvě na Bílé hoře se majitelem zámku stal Matyáš z Wünschwützu. Počátkem 18. století, za Zikmunda Veleckého, následovaly barokní úpravy a drobné empírové úpravy proběhly také začátkem 19. století. Ve druhé polovině 20. století zámek využíval místní národní výbor ke kulturním účelům.

## Stavební podoba
Zámeckou budovu tvoří dvě křídla ve tvaru písmene L po stranách dvora. Starší budova je lemovaná nádvorními arkádami. V interiéru se dochovaly pouze renesanční klenby.